# Fundulus majalis
Fundulus majalis è un pesce d'acqua salmastra e marina appartenente alla famiglia dei Fundulidae.

## Distribuzione e habitat
Questi pesci sono diffusi lungo le coste americane dell'Atlantico (East Coast), fino al Golfo del Messico, dove è riscontrabile la loro presenza in baie ed estuari.

## Descrizione
Questi pesci presentano un corpo allungato, piuttosto compresso ai fianchi, ma scattante e muscoloso; le pinne dorsale ed anale sono opposte e simmetriche, posizionate vicino al robusto peduncolo caudale. La pinna caudale è a delta. La livrea presenta fianchi e dorso bronzei con riflessi metallici, ventre argenteo. Il maschio ha lungo i fianchi numerose linee verticali nere sottili, con confini irregolari, la femmina invece una o più linee verticali nere e una caratteristica chiazza nera vicino alla radice della pinna caudale. Le pinne sono giallastre o azzurrognole, tendenti al trasparente. 

La lunghezza massima si attesta sui 18 cm circa.

## Etologia
Pur appartenendo al gruppo dei killifish non è un pesce a vita stagionale.

## Acquariofilia
L'allevamento in acquario è difficile ma non impossibile. F. majalis ha una distribuzione commerciale limitata ma è diffuso tra gli appassionati dei killifish.